# C/o pop
Le c/o pop (Cologne on Pop) est un festival de musique allemand organisé à Cologne depuis 2004. Le c/o pop est considéré dans le pays comme le successeur du Popkomm, transféré à Berlin en 2003. Le c/o pop se compose d'un festival de musique et d'une rencontre de la branche (convention). Le programme du festival couvre les formes musicales urbaines, expérimentales, alternatives et électroniques de la musique pop.
En 2017, plus de 30 000 visiteurs se sont rendus au festival, et environ 1 200 professionnels ont assisté à la rencontre de la branche.

## Histoire
La première édition du festival c/o pop est planifiée en 2003 par des acteurs culturels de Cologne en réaction à la migration du Popkomm vers Berlin. Elle a lieu pour la première fois en 2004. En 2005, le festival c/o pop a lieu du 24 au 28 août, en même temps que le Ringfest.
Depuis 2004, le festival accueille des artistes nationaux et internationaux issus des domaines de l'electro, de la musique indépendante et des styles apparentés sur les scènes intérieures et extérieures de Cologne. Parmi eux, on trouve aussi bien des artistes établis que des nouveaux venus. Au cours de toutes ces années, l'accent est mis de plus en plus sur les nouveaux venus nationaux - le c/o pop se veut en effet un festival de découverte.
Parmi les points forts du festival, on compte de nombreux événements spéciaux tels que le popNRW Award, au cours duquel les meilleurs artistes de Rhénanie-du-Nord-Westphalie sont élus, des soirées de labels au cours desquelles des showcases nationaux et internationaux sont organisés et des événements de réseautage au cours desquels les labels, les musiciens ainsi que d'autres acteurs du secteur de la musique peuvent se rencontrer.
En 2010, le c/o pop, festival et convention, se tient pour la première fois à Cologne du 23 au 28 juin 2010, attirant à nouveau jusqu'à 30 000 visiteurs. Le salon professionnel C'n'B (Creative Business Convention) qui s'est tenu en même temps au Staatenhaus dans le parc du Rhin a accueilli 1 400 invités. La date de fin juin est choisie pour permettre à davantage de représentants internationaux de la branche d'y participer, et la date pendant le semestre devrait faciliter la participation des universités au programme de la conférence. De plus, il y aurait maintenant une possibilité de coopération avec le Medienforum NRW.

## Programmations
Le festival a lieu respectivement aux dates suivantes :
- 6 – 22 août 2004[3]
- 24 – 28 août 2005
- 23 – 27 août 2006[4]
- 15 – 19 août 2007[5]
- 13 – 17 août 2008[6]
- 12 – 16 août 2009[7]
- 23 – 28 juin 2010[1]
- 22 – 26 juin 2011[8]
- 20 – 24 juin 2012[9]
- 19 – 23 juin 2013[10]
- 20 – 24 août 2014[11]
- 19 – 23 août 2015
- 24 – 28 août 2016
- 16 – 20 août 2017
- 19 – 23 août 2018
- 1er – 5 mai 2019
- 22 – 26 avril 2020